# ATP Challenger Bangkok-6
Der ATP Challenger Bangkok (offiziell: Bangkok Challenger) war ein Tennisturnier, das von 1990 bis 2002 mit Unterbrechungen in Bangkok, Thailand, stattfand. Es gehörte zur ATP Challenger Tour und wurde im Freien auf Hartplatz gespielt.

## Liste der Sieger

### Einzel
| Jahr                         | Sieger              | Finalgegner     | Ergebnis |
| ---------------------------- | ------------------- | --------------- | -------- |
| 2002                         | John van Lottum     | Frank Moser     | 7:5, 6:4 |
| 2001                         | Paradorn Srichaphan | John van Lottum | 6:2, 6:3 |
| 1999–2000: nicht ausgetragen |                     |                 |          |
| 1998                         | Leander Paes        | Gōichi Motomura | 6:4, 7:5 |
| 1991–1997: nicht ausgetragen |                     |                 |          |
| 1990                         | Sláva Doseděl       | Patrick Baur    | 6:3, 6:4 |

### Doppel
| Jahr                         | Sieger                                 | Finalgegner                   | Ergebnis        |
| ---------------------------- | -------------------------------------- | ----------------------------- | --------------- |
| 2002                         | Anthony Ross Grant Silcock             | Federico Browne Rogier Wassen | kampflos        |
| 2001                         | Jaroslav Levinský Aisam-ul-Haq Qureshi | Jaymon Crabb Peter Luczak     | 6:3, 6:75, 7:65 |
| 1999–2000: nicht ausgetragen |                                        |                               |                 |
| 1998                         | Peter Tramacchi Kevin Ullyett          | Gábor Köves Attila Sávolt     | 6:4, 6:3        |
| 1991–1997: nicht ausgetragen |                                        |                               |                 |
| 1990                         | Jonathan Canter Bruce Derlin           | Neil Borwick David Lewis      | 6:4, 6:4        |